# Hidalgo (Matamoros)
Hidalgo es una localidad del estado mexicano de Coahuila. Es parte del municipio de Matamoros.

## Toponimia
El nombre de la localidad rinde homenaje a Miguel Hidalgo, héroe de la Independencia de México y considerado Padre de la patria.

## Demografía
| Gráfica de evolución demográfica |
|                                  |

| Censo | Población |
| ----- | --------- |
| 1900  | 557       |
| 1910  | 518       |
| 1921  | 311       |
| 1930  | 352       |
| 1940  | 620       |
| 1950  | 980       |
| 1960  | 1 685     |
| 1970  | 1 864     |
| 1980  | 2 359     |
| 1990  | 2 884     |
| 2000  | 3 441     |
| 2010  | 4 143     |
| 2020  | 4 351     |